# Вийдас, Стен Якоб
Стен Якоб Вийдас (эст. Sten Jakob Viidas; 24 февраля 2003, Таллин) — эстонский футболист, крайний полузащитник и нападающий клуба «КПВ».

## Биография
Воспитанник клуба «Табасалу». С 2018 года выступал за взрослую команду «Табасалу» в четвёртом и третьем дивизионах Эстонии. В 2021 году перешёл в португальский клуб «Витория» (Гимарайнш), где выступал только за молодёжную команду (до 19 лет) и стал автором нескольких голов.
Летом 2022 года вернулся в Эстонию и присоединился к клубу высшего дивизиона «Пайде». Дебютный матч в чемпионате сыграл 14 августа 2022 года против «Курессааре», заменив на 90-й минуте Эбриму Сингате, а всего в первом сезоне появился на поле 8 раз, во всех играх выходил на замены. В 2023 году со своим клубом стал обладателем Суперкубка Эстонии. Участвовал в матчах Лиги конференций.
В начале 2024 года перешёл на правах аренды в клуб второго дивизиона Финляндии «КПВ». За первую половину сезона-2024 забил 11 голов.
Зимой 2025 года проходил предсезонную подготовку в "Пайде", однако в конечном итоге решил продолжить карьеру в клубе "Нарва-Транс".
Выступал за сборные Эстонии младших возрастов, провёл более 20 матчей.